# Laguna di San Giovanni
La laguna di San Giovanni è una zona umida situata nel comune di Muravera, in prossimità della costa occidentale della Sardegna.

Con la direttiva comunitaria n. 92/43/CEE "Habitat" è riconosciuto come sito di interesse comunitario (SIC ITB040018) e inserito nella rete Natura 2000 con l'intento di tutelarne la biodiversità, attraverso la conservazione dell'habitat, della flora e della fauna selvatica presenti.

Lo stagno appartiene al demanio della Regione Sardegna che concede lo sfruttamento professionale delle risorse ittiche; viene esercitata l'attività di pesca a diverse specie tra cui mugilidi, orate, spigole, anguille, saraghi e vongole veraci.